# أغستاش بالميري
أغستاش بالميري (الاسم العلمي: Agastache palmeri) نوع نباتي يتبع جنس الأغستاش وينتمي إلى الفصيلة الأغستاش.